# Alaska Baby (film)
Alaska Baby è un mediometraggio documentario italiano del 2024.
Il film accompagna il cantautore Cesare Cremonini in un viaggio di rinascita, artistica e personale, e si propone come un percorso geografico e interiore in cui il tema della luce, scelto come simbolo di speranza e rinnovamento, attraversa tutta la narrazione.

## Storia
Il documentario si apre in un momento di profonda crisi creativa per Cremonini, avvenuta dopo il successo di un tour culminato in un concerto divenuto storico tenutosi a Imola davanti a oltre 70000 spettatori. L'artista definisce questo periodo come "il vuoto dello scrittore" o un "pieno di ego". Decide dunque di intraprendere un viaggio alla ricerca di un rinnovamento. Dopo 45 giorni trascorsi nella nebbia emiliana, parte da Antigua, nei Caraibi, accompagnato dal suo amico e regista Giorgio John Squarcia, che vent'anni prima aveva documentato un primo percorso trasformativo del cantante in Argentina durante l'esperienza con la band Lùnapop.
Il viaggio si snoda attraverso gli Stati Uniti: dalla Florida a Nashville, cuore pulsante della musica country, fino a New Orleans e Memphis, città intrise di storia del blues. La visita alla tomba di Johnny Cash e June Carter Cash assume un significato simbolico, rafforzando il legame tra il passato musicale americano e la rinascita dell'artista.
Il percorso si conclude in Alaska dove, di fronte alla maestosità della natura e a un lago ghiacciato distante 8100 km dalla sua terra d'origine.

## Colonna sonora
La colonna sonora di Alaska Baby è curata da Cesare Cremonini. 

## Distribuzione
Il documentario è stato distribuito da Disney+.